# Ribe
Ribe (en alemany Ripen) és una petita ciutat del sud-oest de Jutlàndia, Dinamarca. Fins al 2007 fou la capital de la província i del municipi homònim, però aquell any va incorporar-se al municipi d'Esbjerg, a la regió de Dinamarca Meridional.
Ribe, ubicada en un terreny de maresmes molt a prop de la mar del Nord, fou fundada a començaments del segle viii i és una de les ciutats daneses més antigues. Durant l'edat mitjana va tenir un important port i fou una de les principals ciutats del país, però a mesura que varen anar passant els anys va perdre importància a causa de desastres naturals, de guerres i de l'aparició de noves rutes comercials. Durant la cristianització d'Escandinàvia Ribe fou escollida per ser la seu del primer temple cristià als països nòrdics. És per això que la ciutat encara conserva la seva importància eclesiàstica, i és la seu episcopal d'una de les onze diòcesis de l'Església de Dinamarca.
La ciutat té tot d'edificis antics molt ben conservats, amb si fa no fa 110 cases protegides. El principal monument de la població és la catedral, en ús des de l'edat mitjana.

## Història
D'acord amb les investigacions arqueològiques, la història de Ribe es remunta als anys 705-710, a començaments de l'era vikinga, quan va esdevenir un centre comercial. Al llarg del carrer principal d'aquell assentament viking hi havia tot de petites parcel·les rectangulars, perpendiculars a l'eix del carrer. Possiblement aquelles parcel·les en fora de ratlles són l'origen del nom de la ciutat: Ribe, que prové del danès antic ripa (ratlla, franja, banda).
El 860 Anscari de Bremen, bisbe d'Hamburg-Bremen, en la seva missió evangelitzadora, va sol·licitar al rei Horik II que la primera església dels països nòrdics es construís a Ribe. La tria de Ribe per a tal propòsit no era coincidència, ja que aleshores era una de les principals ciutats comercials nòrdiques, amb un bon port fluvial amb connexió a la mar del Nord, i amb presència de fosa de metalls, fàbriques de ceràmica, d'indústria tèxtil... Des de dates molt antigues Ribe ja comerciava amb ciutats del Sacre Imperi Romanogermànic i d'Anglaterra. Tanmateix, la presència d'una església a la ciutat no es pot confirmar fins al 948, quan Ribe ja era seu episcopal.
En l'edat mitjana Ribe fou una ciutat pròspera, amb un fort poder eclesiàstic. La ciutat, que constituïa un enclavament del regne de Dinamarca al ducat de Schleswig, va rebre diversos privilegis per part dels monarques, com el dret de comerciants i artesans de treballar lliurement tant a Dinamarca com al ducat de Schleswig. A més de la catedral va haver-hi sis esglésies parroquials, quatre monestirs i un hospital de l'Orde dels Hospitalers de l'Esperit Sant. La ciutat fou també famosa pels seus processos contra la bruixeria, durant els quals es van cremar persones fins al 1652, quan la Reforma Protestant ja havia estat introduïda al país. El segle xii van construir-hi un castell a la part occidental de la ciutat, conegut com a Riberhus, del qual encara es conserva el fossat. El castell fou reconstruït en diverses ocasions, i el darrer cop el segle XVI durant el regnat de Cristià III.
El 1460 va signar-se a la ciutat el Tractat de Ribe, que establia la indivisibilitat dels ducats de Schleswig i de Holstein i que a llarg termini va ser perniciós per a Dinamarca.
La ciutat medieval va haver d'enfrontar-se a diverses catàstrofes: el 1403 fou saquejada pels wends, entre el 1176 i el 1402 va haver-hi set incendis que destruïren gran part de la ciutat. La pesta va causar estralls entre la població cap al 1350, i va haver-hi dues grans inundacions: el 1362 i el 1512. Tot i això, a finals del segle XV hi havia a Ribe prop de 5.000 persones, i per tant, una de les grans ciutats de l'Europa del Nord (Hamburg aleshores tenia 10.000 habitants i Lübeck prop de 25.000).
A finals del segle XVI començà la davallada de la ciutat, que va accentuar-se durant tot el segle xvii. Un gran incendi el 1580 va destruir una gran part de la ciutat, i diverses epidèmies de pesta (el 1659 va morir prop d'un terç de tota la població) i la inundació del 1634 foren uns esdeveniments fatals per a ciutat, als quals també es va sumar la Guerra dels Trenta Anys i les guerres sueco-daneses.
El castell de Riberhus fou destruït durant la invasió del mariscal suec Lennart Torstenson. A més a més, l'aparició de noves ciutats, com Copenhaguen -que aviat va esdevenir el principal punt de les rutes comercials a Dinamarca-, va afectar seriosament el comerç de Ribe, i va començar a perdre població. El segle xvii la població de Ribe era només de 2.000 persones, xifra que es va mantenir si fa no fa constant fins al segle xix. Essent ja un poblet poc important, Ribe fou ocupada per tropes franceses durant les Guerres Napoleòniques el 1808, i també va ser ocupada durant les guerres dels ducats. Amb la pèrdua de Schleswig i de Holstein el 1864, Ribe va quedar temporalment com un petit poble aïllat al sud-oest del país i el comerç marítim va morir definitivament amb la fundació del gran port d'Esbjerg el 1868. El 1874 va inaugurar-se la línia de tren entre Ribe i Esbjerg.
La ciutat va experimentar un cert auge durant el començament del segle XX amb l'establiment d'algunes fàbriques i la urbanització de noves zones a l'est i al nord del centre històric.